# Виктор Корољков
Виктор Анатољевич Корољков (рус. Виктор Анатольевич Корольков; Хабаровск, 17. октобар 1958 — , 2004) је био руски сликар познат по својим илустрацијама инспирисаним мотивима словенске религије, митологије, културе и радовима великана руске књижевности.

## Биографија
Рођен је у Хабаровску (рус. Хабаровск), у војној породици. Живео је у Пензи.
Завршио је Пензанску сликарску школу (рус. Пензенское художественное училище им. К. А. Савицкого) 1981. године. Од 1989. године почиње да прави прве цртеже и скице на тему паганске Русије. Завршио је Харковски институт примењене уметности (рус. Харьковский художественно-промышленный институт) 1990. године. Први пут се бави Љермонтовим у свом дипломском раду „Размишљања о Љермонтову“. Током 1992. године учествује на регионалној изложби у Вороњежу и на сверуској изложби „Уметници писмености“ у Москви. Самосталну путујућу изложбу „Празник словенске писмености“ у Херсону одржао је 1993. године. Радови су му први пут објављени у међународном албуму слика фантастике „Дела небеских житеља“ (рус. «Деяния небожителей») 1993. године.
Члан Савеза сликара Русије (рус. Союз Художников России) постаје 1996. године. Године 1997. је објављена „Енциклопедија словенске митологије“ (рус. „Энциклопедия славянской мифологии“) у којој се налази преко 60 илустрација Виктора Корољкова.
У том периоду уметник је израдио мноштво илустрација за дела А. С. Пушкина М. Ј. Љермонтова, Н. В. Гогоља. Од фебруара 1999. године је члан Међународне федерације уметника удружења, а 2000. године добија диплому Међународног конкурса Фонда С. Михалкова.
Погинуо је 2004. године.
Његови радови су имали за циљ да пренесу публику у свет словенских богова. Омиљене теме су му били Баба Јага, Кошчеј Бесмртни (рус. Кощей (Кащей) Бессмертный) , змајеви и принцезе. Насликао је преко 200 слика које сачињавају више тематских албума:
- Дела небеских житеља (рус. «Деяния небожителей»),
- Енциклопедија словенске митологије (рус. «Энциклопедия славянской мифологии»),
- Пушкинове бајке (рус. «Сказки Пушкина»),
- Енциклопедија руског предања (рус. «Энциклопедия русских преданий»),
- Руске бајке и легенде (рус. «Русские легенды и предания»),
- Ведска Русија (рус. «Русь ведическая»).

За илустрације јубиларног издања Пушкинове паганске поеме „Руслан и Људмила“ (рус. «Руслан и Людмила») Корољков је 2000. године добио Пушкинову награду. Слике Виктора Корољкова излагане су у Москви, Кијеву, Минску, на Криму, у Београду, Багдаду.

## Стил
Радове у вези словенске митологије је правио у стилу руске модерне, са словенским и азијатским орнаментима и симболима.